# Pont interrompu
 (janvier 2019).
- Si vous ne connaissez pas le sujet, laissez ce bandeau (vous pouvez alors contacter les auteurs).
- Si vous supprimez le contenu mis en cause (vous pouvez préalablement contacter les auteurs),

argumentez précisément cette suppression dans la page de discussion
(un manque de référence n'est pas un argument ; une recherche réelle de référence doit avoir été effectuée, être formellement documentée).
Un pont interrompu (en anglais Bridge to nowhere) est un pont dont une ou les deux extrémités ne mènent nulle part. Plusieurs causes sont possibles :
- Le pont n'a jamais été achevé, pour des raisons de financement ou de l'impossibilité d'acquérir des terrains alentour pour les rampes d'accès.
- L'extrémité a été détruite, ou s'est effondrée, après un tremblement de terre, des inondations ou la guerre.
- L'utilisation du pont a été abandonnée, sans que le pont ne soit détruit, pour des raisons de coût ou de conservation du patrimoine. C'est notamment le cas de ponts ferroviaires dont la ligne de chemin de fer a été fermée.

Le terme de pont sans fin est parfois utilisé, mais celui-ci est ambigu car il recouvre aussi le concept de pont infini dans le domaine de l'imaginaire ou artistique.

## Exemples de ponts interrompus

### Afrique du Sud

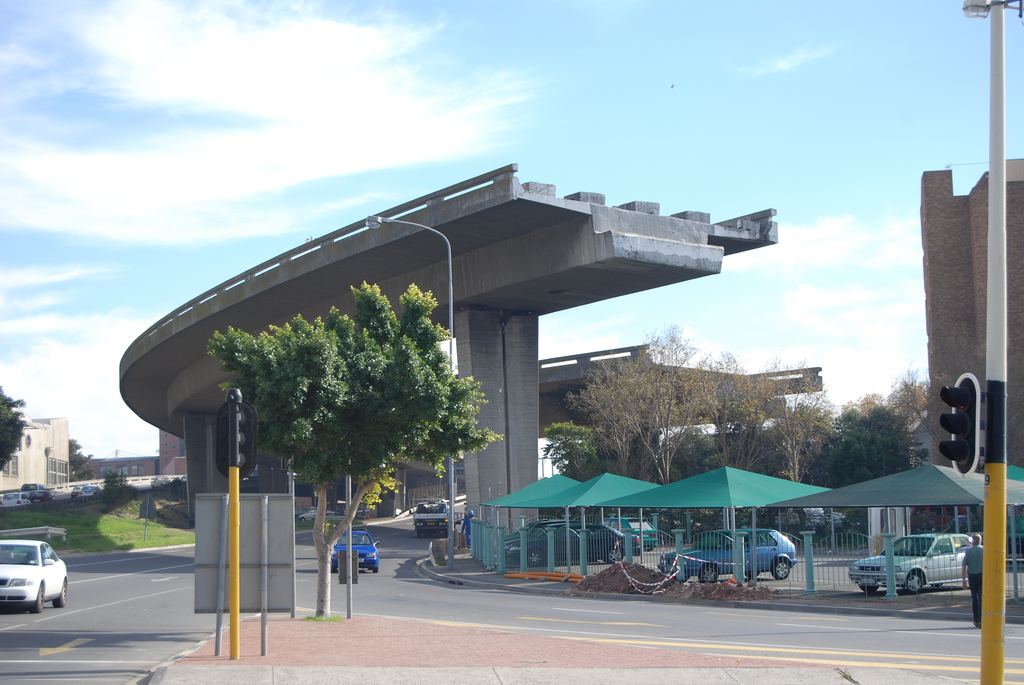
Foreshore Freeway Bridge

- Foreshore Freeway Bridge (en) : pont autoroutier en pleine ville du Cap, construit dans les années 1970.

### Canada
- Le pont bascule du Canadian Northern Railway au Canal Rideau à Smiths Falls et une passerelle de l'autoroute 401 à la même ligne ferroviaire à Napanee. Le CNoR, un troisième réseau ferroviaire complété en 1915, faisait faillite en 1918 et ses actifs appartiennent maintenant au Canadian National Railway, qui a abandonné la ligne principale du Bay of Quinte Railway en 1979. Le pont, le Canal Rideau et une gare de la même ligne qui abrite le musée ferroviaire à Smiths Falls sont désignés comme lieux historiques fédéraux; le canal est désigné comme patrimoine de l'UNESCO.

### France

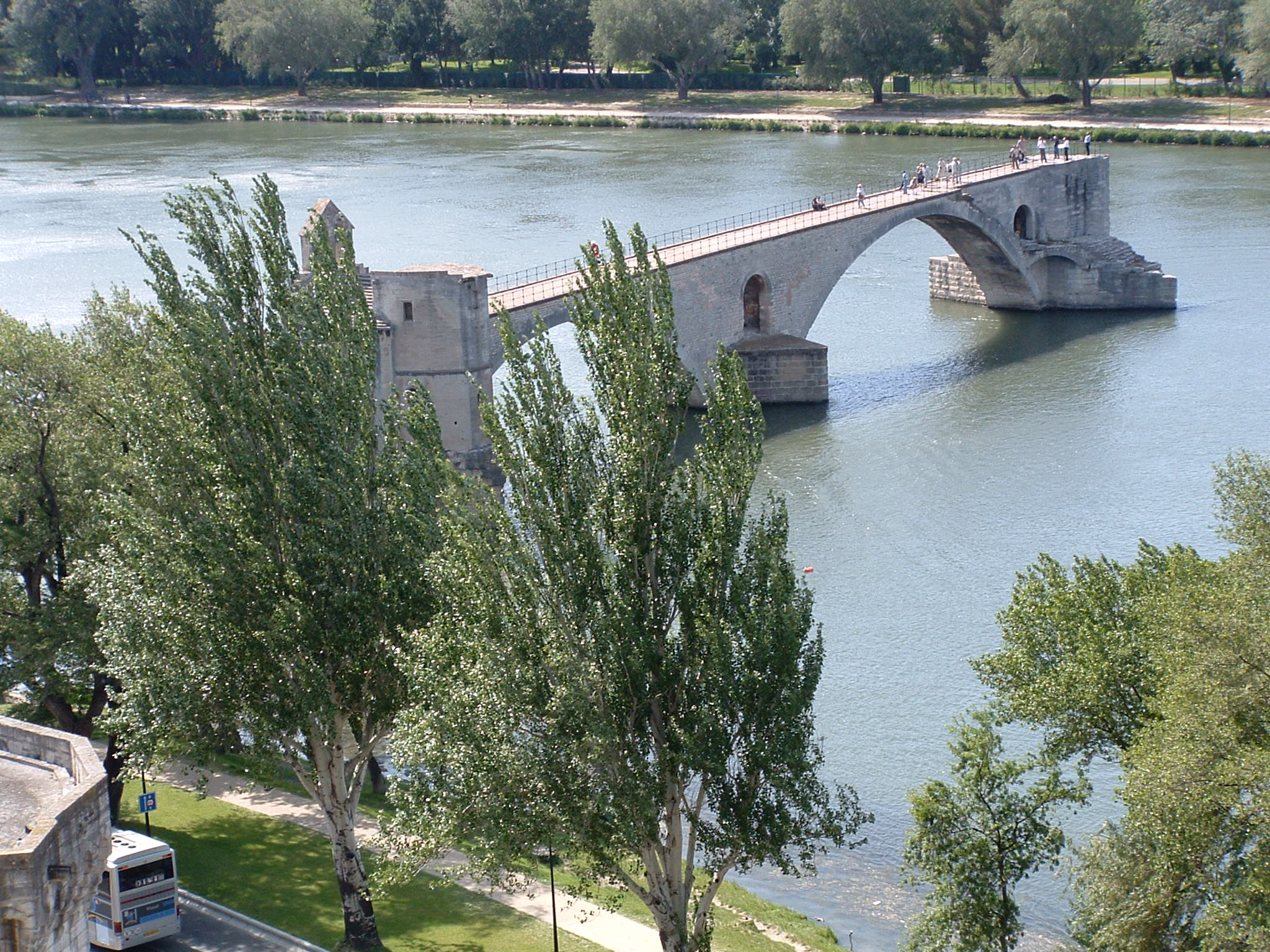
Pont Saint-Bénézet

- Le Pont Saint-Bénézet en Avignon sur le Rhône. Plusieurs arches ont été emportées par les crues du fleuve.
- Le viaduc du Caramel et viaduc du Carei sur l'ancienne ligne de tramway de Menton à Sospel.
- Le Pont-Vieux de Brives-Charensac sur la Loire.

### Royaume-Uni
- Duddeston Viaduct, un viaduc de chemin de fer abandonné situé à Birmingham.
- M8 Bridge to Nowhere, deux ponts séparés sur l'autoroute M8 à Glasgow. Un immeuble de bureaux a été construit sur le premier et le second n'a jamais été terminé.

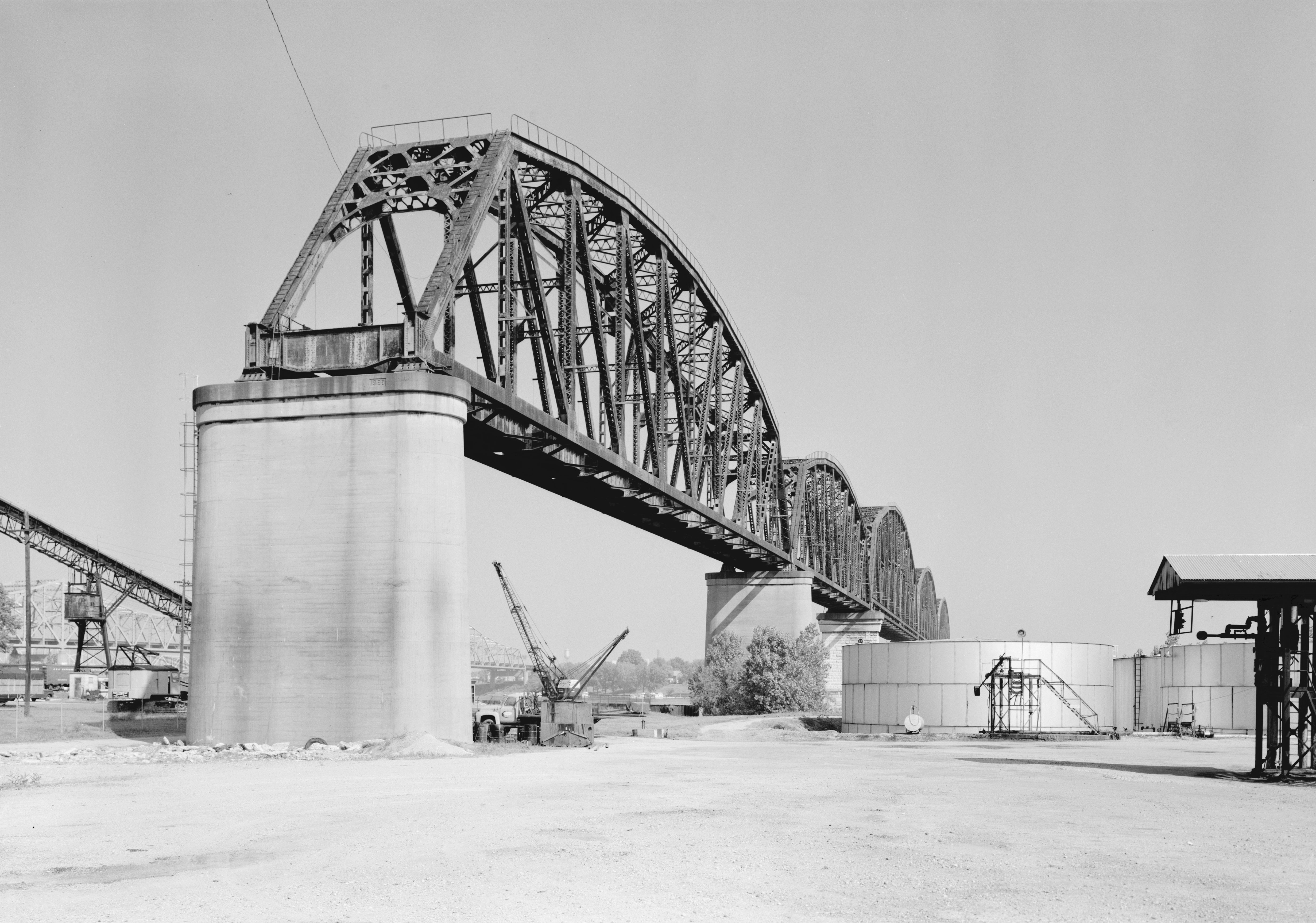
Big Four Bridge.

### États-Unis
- Miles Glacier Bridge, construit en 1910 sur la Copper river près de Cordova en Alaska, également connu sous le nom de Million Dollar Bridge. Il fut reconverti de pont ferroviaire en pont routier pour desservir l'autoroute Copper River Highway. Cette transformation s'arrêta en 1964 quand un tremblement de terre endommagea 472 m du pont.
- Big Four Bridge (en), construit en 1895, un pont de chemin de fer à voie unique de 770 m sur la rivière Ohio à Louisville (Kentucky). Il fut abandonné en 1968 et ses accès furent démontés et vendus à la ferraille l'année suivante.
- Bridge to Nowhere pont routier construit sans accès en 1936 sur la rivière de San Gabriel en Californie du sud. Il ne fut jamais mis en service en raison des dégâts provoqués par l'inondation du 1er mars 1938.
- Fort Duquesne Bridge pont routier construit en 1963 sur la rivière Allegheny à Pittsburgh et dont les rampes d'accès ne furent achevées qu'en 1969
- Hoan Bridge un pont routier de 3 km construit en 1973 à Milwaukee et dont les rampes d'accès ne furent achevées qu'en 1977 et 1998.

### Nouvelle-Zélande

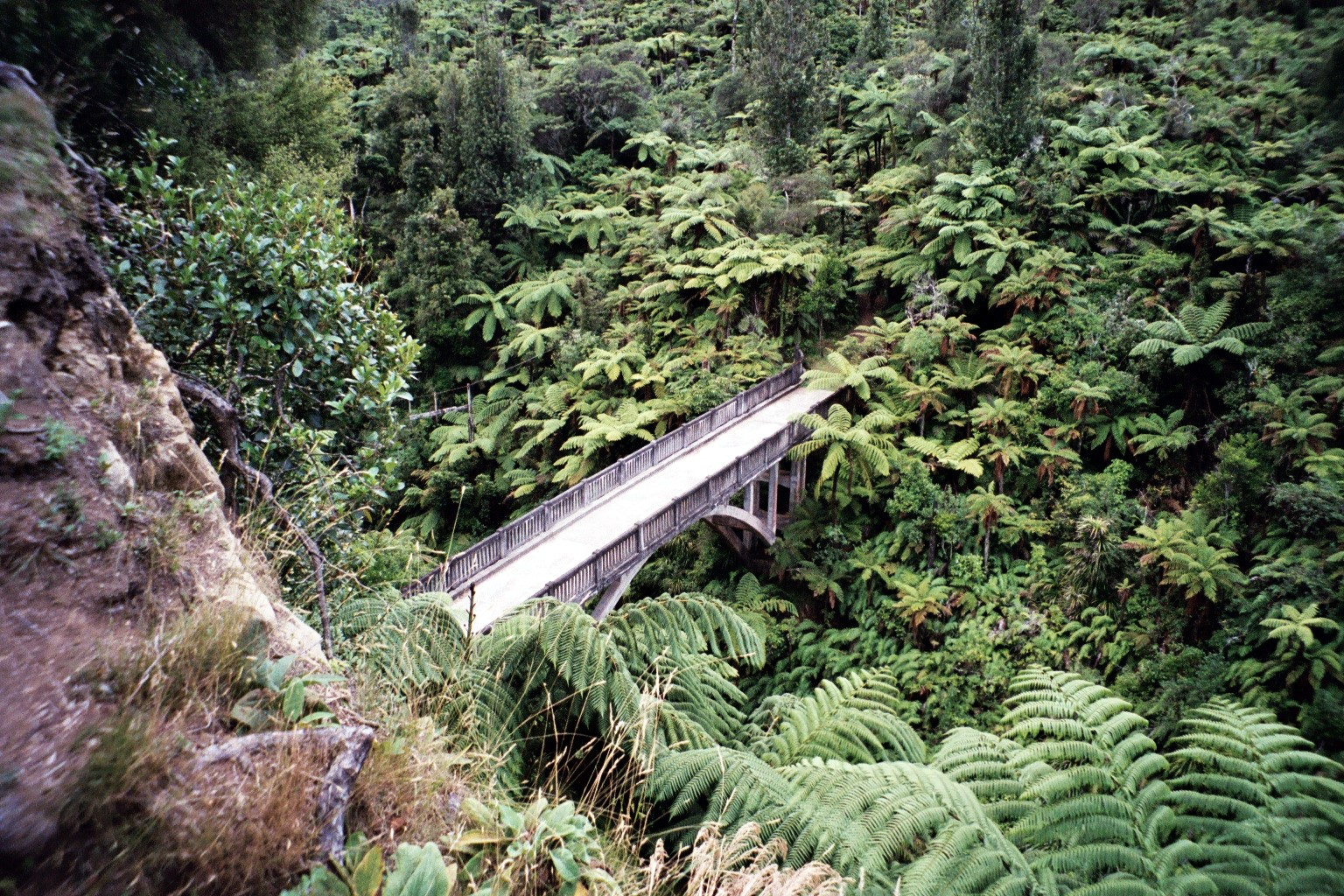
Bridge to Nowhere (Nouvelle-Zélande)

- Bridge to Nowhere un pont routier en béton de 40 m construit en 1936 en Nouvelle-Zélande sur la gorge Maungaparua pour permettre l'aménagement d'une région isolée en pleine forêt. Cet aménagement étant un échec, la région retourna à l'état sauvage, c'est maintenant le parc national de Whanganui.

### Russie
- Porozovo : un pont à deux voies, achevé à la fin du XXe siècle.